# Ottenbach (Szwajcaria)
Ottenbach – miejscowość i gmina (Politische Gemeinde) w północnej Szwajcarii, w kantonie Zurych, w okręgu (Bezirk) Affoltern. Leży nad rzeką Reuss.

## Demografia
W Ottenbachu mieszka 2858 osób. W 2021 roku 14,8% populacji gminy stanowiły osoby urodzone poza Szwajcarią.

## Transport
Przez teren gminy przebiega droga główna nr 299.